# 糙羽蛛
糙羽蛛（学名：Oxyptila scabricula）为蟹蛛科羽蛛属的动物。分布于英国、法国、匈牙利、捷克、斯洛伐克以及中国大陆的四川等地。该物种的模式产地在法国。